# Waag (Gouda)
De Waag in Gouda is in 1668 gebouwd naar een ontwerp van Pieter Post op de Markt van Gouda.

## Historie
De Waag in Gouda (ook wel de kaaswaag genoemd) staat op de Markt, tegenover de achterzijde van het stadhuis. De Waag is gebouwd naar een ontwerp van Pieter Post in 1668, nadat Gouda in 1667 van de Hollandse Rekenkamer het recht van de Waag voor vijftien jaar had kunnen pachten. Deze pachtovereenkomst met de rekenkamer werd daarna stilzwijgend verlengd. Pogingen om het waagrecht te kopen leden schipbreuk. Pas in 1806 werden de jaarlijkse betalingen aan het rijk beëindigd. In mei 1670 werden de balansen in het nieuwe gebouw opgehangen. De ontwerper van het gebouw, Pieter Post, was een jaar voor het gereedkomen van het gebouw overleden.

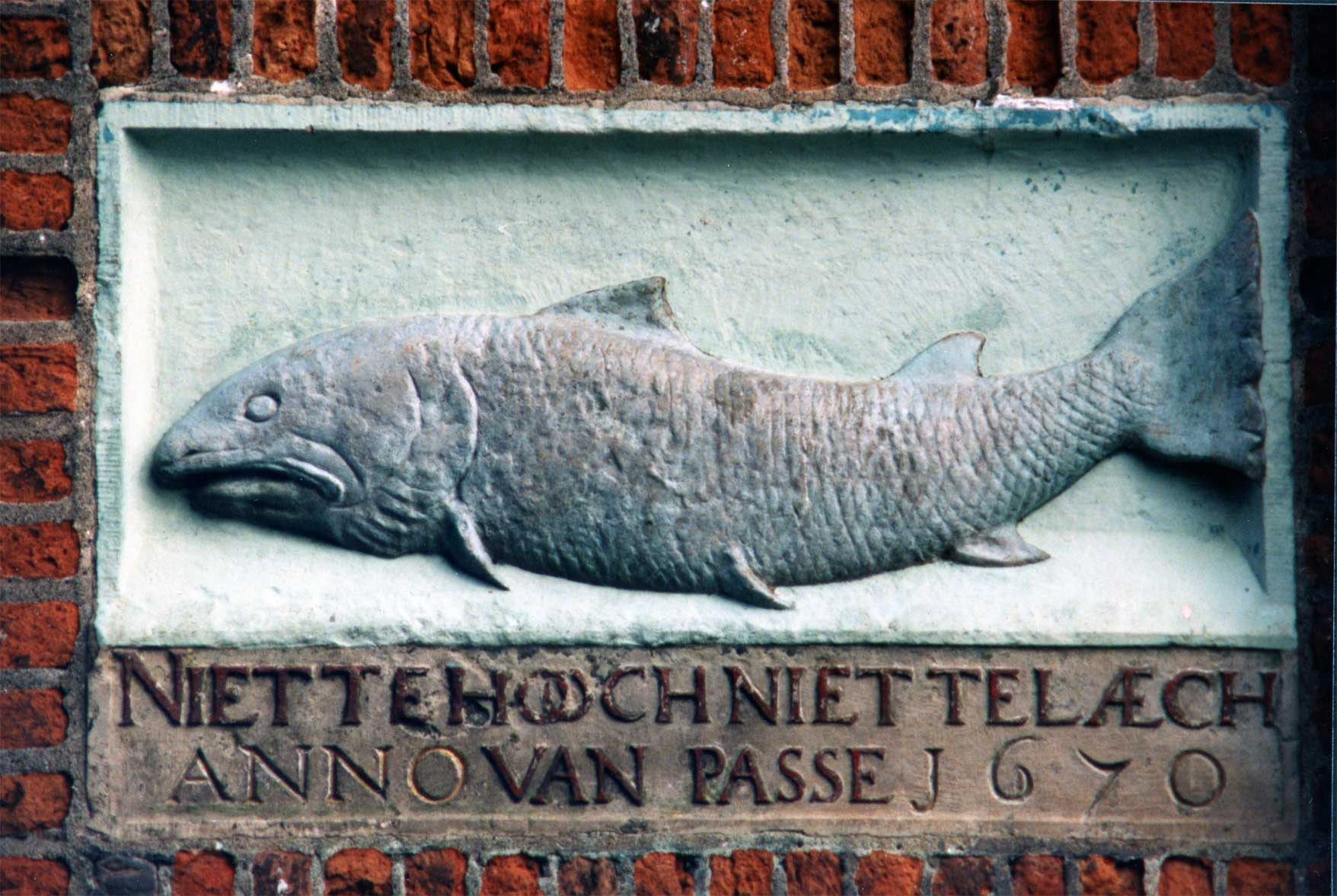
Gevelsteen van de Zalm

Met de bouw van de Waag werd tevens de hoogte van de andere gebouwen in de omgeving genormeerd. De daklijst van de naastliggende, in 1670 nieuw gebouwde, herberg De Zalm diende - volgens voorschrift van het stadsbestuur - ten minste zes voet lager te zijn dan die van 'de Waag'. Daarom is in de nu nog bestaande gevelsteen van dit gebouw onder de afbeelding van een zalm de tekst te vinden: Niet te hooch niet te laech van passe. De Goudse geschiedschrijver Ignatius Walvis vermeldt dat voor de bouw van de Waag verscheidene huizen - aan de Markt en direct achter de Markt gelegen - zijn aangekocht en afgebroken om de bouw mogelijk te maken.
De bovenverdieping was voor de waagfunctie niet belangrijk en werd van 1668 tot 1907 door de Goudse schutterij gebruikt als wapenkamer. Daarna werd de ruimte achtereenvolgens gebruikt als expositieruimte, kantoor van een veearts, kantoor van de reinigingsdienst, het bureau van de plaatselijke VVV en een stand van het Nederlands Zuivelbureau. Sinds 1995 is in de Waag het "Gouda Cheese Museum" (eerder bekend onder de naam Goudse Kaas en Ambachtenmuseum) gevestigd.
Oorspronkelijk werden er in de Waag allerlei zaken gewogen, maar "van lieverlede is het gebruik van de Waag beperkt tot het wegen van kaas".

## Reliëf
Het reliëf in de voorgevel is van beeldhouwer Bartholomeus Eggers. Waarschijnlijk is het ontwerp van de hand van architect Pieter Post. Hierop staan mensen afgebeeld in een ruimte met zuilen en bogen, die kaas wegen en notities maken. Vreemd genoeg is aan de rechterzijde ook een Arabier afgebeeld. Deze staat achter een tweede staande persoon, waarschijnlijk een koopman. Bij de restauratie was aanvankelijk niet duidelijk wat deze persoon in zijn linkerhand hield. Na bronnenonderzoek is gekozen de man een perkamentrol in de hand te geven.

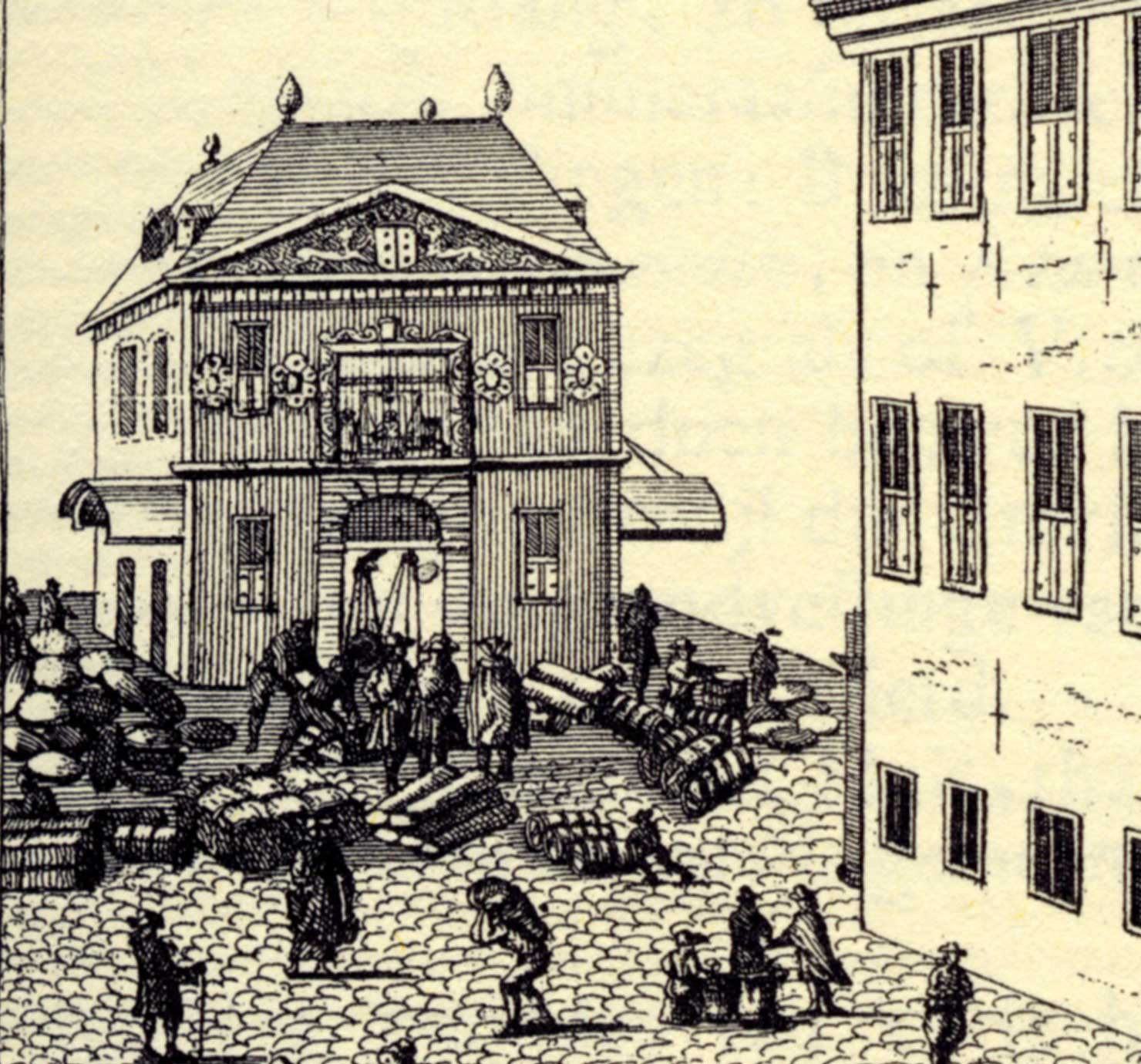
De Waag in Gouda in 1712 door Arent Lepelaer
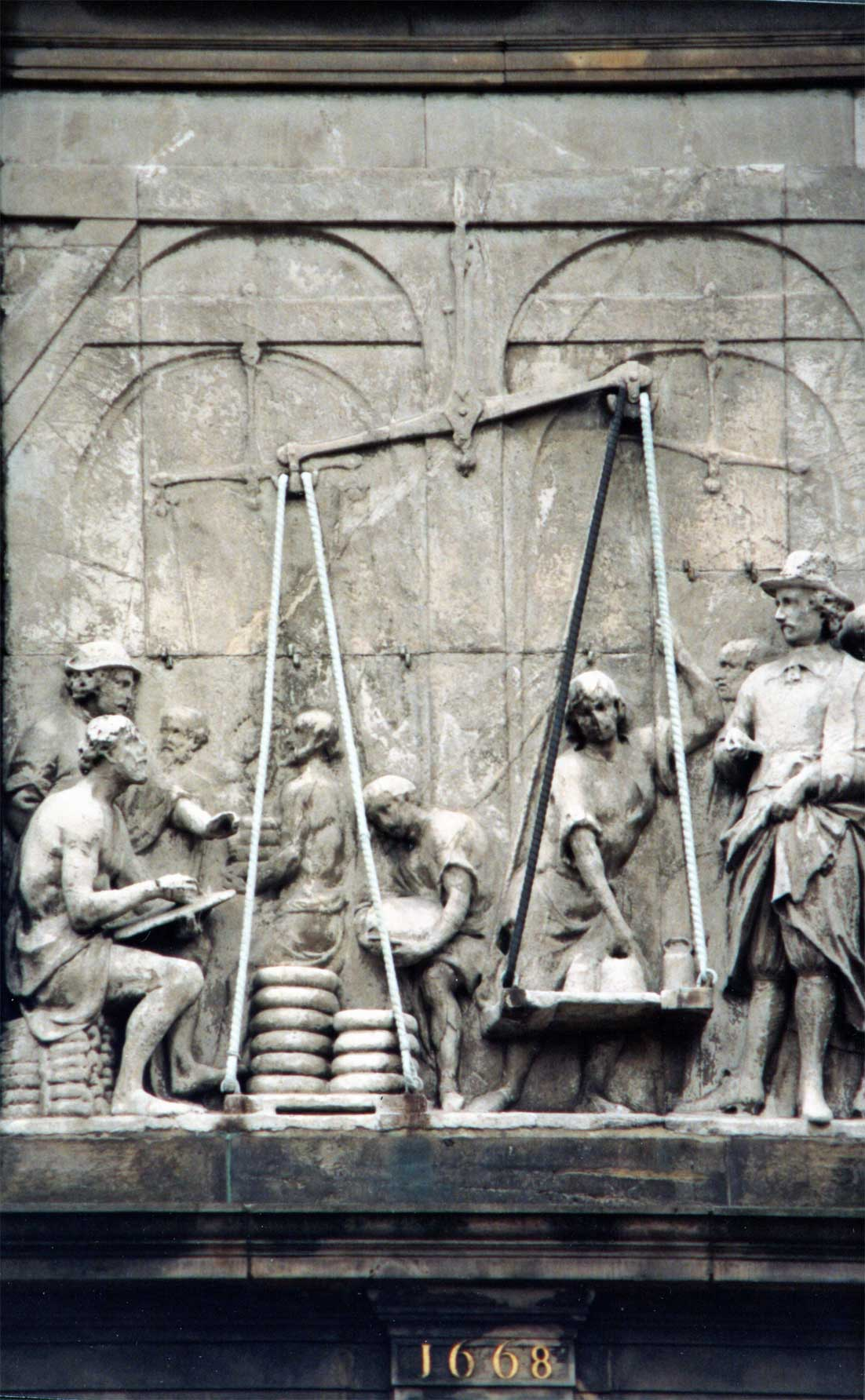
Het oude reliëf, hier nog in de gevel van de Waag
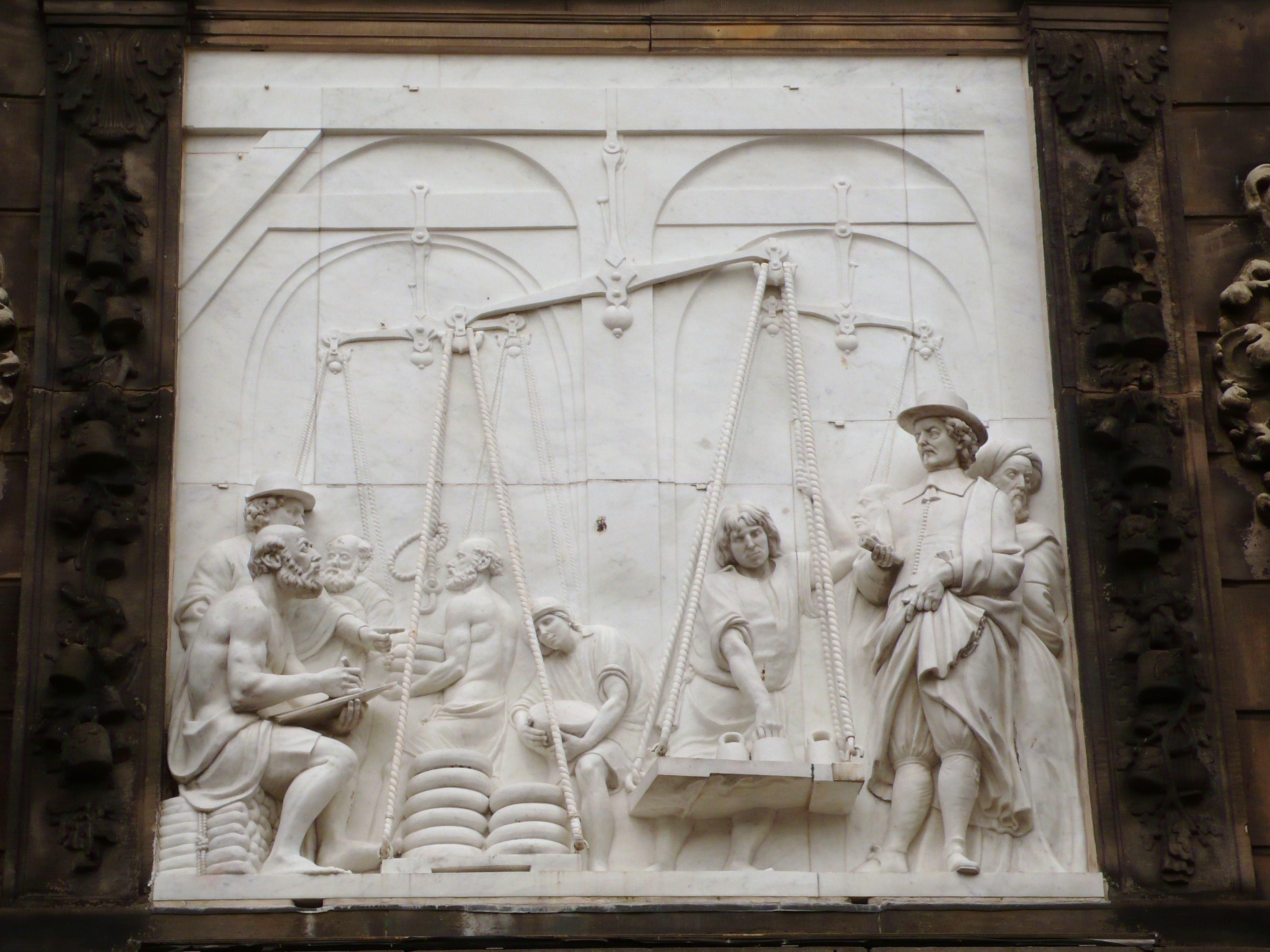
De nieuwe kopie van het reliëf

De 'touwen' van het reliëf zijn van witgeschilderde bewerkte koperen buizen.
In 1998-1999 werd het reliëf vervangen door een kopie in dezelfde marmersoort, bianco carrara, in de kwaliteit statuario. Er ontstond aanvankelijk enige commotie over de felwitte kleur van het nieuwe beeldhouwwerk, hoewel dit hetzelfde materiaal is als het oude werk. Marmer verweert namelijk, zodat het oude beeldhouwwerk na verloop van jaren een grijs patina kreeg. Ook 'versuikert' marmer, hetgeen wil zeggen dat het bros en korrelig wordt. Bij de demontage bleek het origineel gebroken te zijn; het reliëf is daarop in stukken verwijderd. Na herstel is het oude reliëf binnen in het gebouw ter bezichtiging opgesteld. Hierdoor wordt getracht verdere verwering van het beeldhouwwerk te voorkomen.
Ter weerszijden van het reliëf bevinden zich de wapens van de vier burgemeesters van Gouda, die in het bouwjaar 1668 de burgemeestersfunctie vervulden. Links de wapens van Floris Cant en Gerard Sterre en rechts de wapens van Donatus van Groenendijck en Jacob Bonser. In 1799 werden op last van de Franse bezetters de familiewapens weggekapt. De reliëfs van de wapenschilden zelf bleven gespaard. Bij de restauratie in de vijftiger jaren van de 20e eeuw werden de familiewapens, in opdracht van de toenmalige burgemeester James, op de wapenschilden geschilderd.

## Rijksmonument
De kaaswaag is een rijksmonument en kon worden bezichtigd. In januari 2025 werd echter het museum dat in het gebouw gevestigd was failliet verklaard.

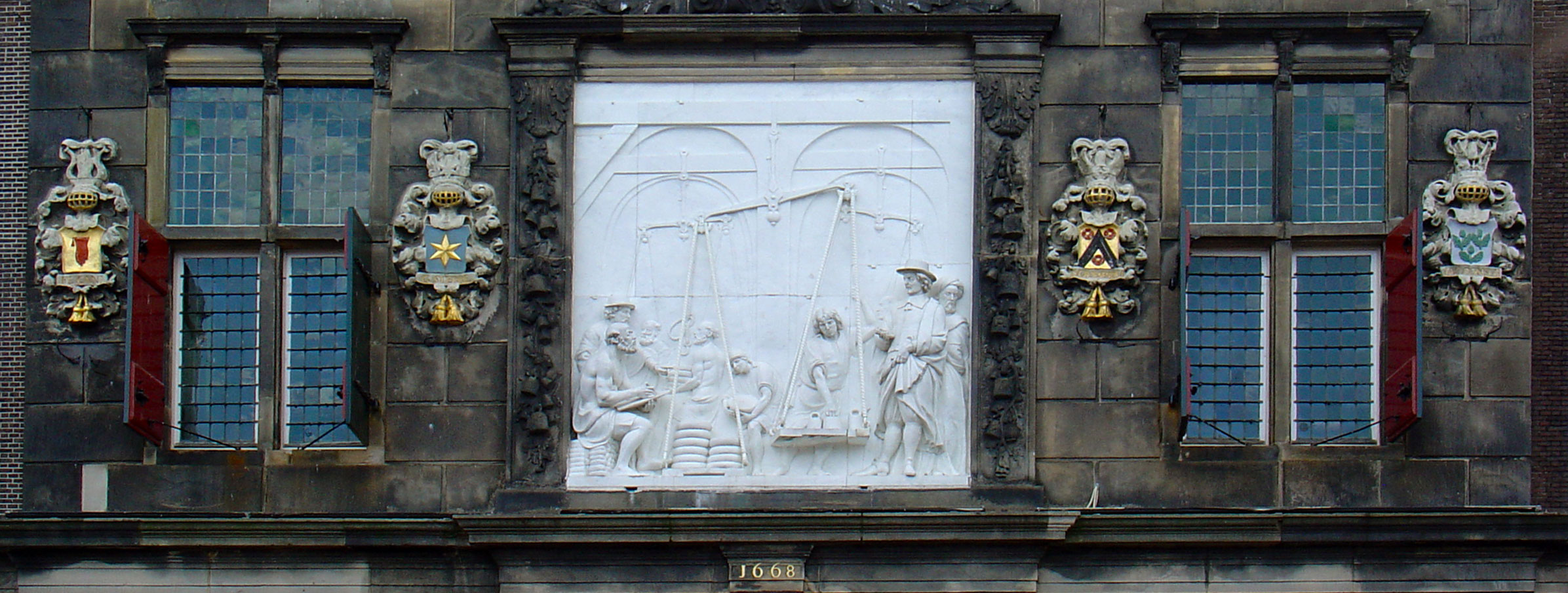
De vier wapens van de burgemeesters in 1668, van deze kant gezien v.l.n.r. Floris Cant, Gerard Sterre, Donatus van Groenendijck en Jacob Bonser.